# Veines musculo-phréniques
Les veines musculo-phréniques sont satellites des artères musculo-phréniques et drainent la paroi abdominale supérieure ainsi que l'espace intercostal antéro-inférieur et le diaphragme,. Elles donnent naissance aux 6 dernières veines intercostales antérieures, et se jettent dans la veine thoracique interne.